# BNP Paribas Open 2011
BNP Paribas Open 2011 — профессиональный теннисный турнир, в 35-й раз проводившийся в небольшом калифорнийском городке Индиан-Уэллсе на открытых хардовых кортах. Мужской турнир имеет категорию ATP 1000, а женский — WTA Premier Mandatory. Калифорнийский турнир открывает мини-серию из двух турниров, основная сетка которых играется более 1 недели (следом намечен турнир в Майами). Соревнования были проведены на кортах Indian Wells Tennis Garden — с 7 по 20 марта 2011 года.
Прошлогодние победители:
- мужчины одиночки —  Иван Любичич.
- женщины одиночки —  Елена Янкович.
- мужчины пары —  Марк Лопес /  Рафаэль Надаль.
- женщины пары —  Катарина Среботник /  Квета Пешке.

## Соревнования

### Одиночный турнир

#### Мужчины
Новак Джокович обыграл  Рафаэля Надаля со счётом 4-6, 6-3, 6-2.
- Джокович выигрывает свой 3й одиночный турнир в году на соревнованиях мирового тура и 21й за карьеру.

#### Женщины
Каролина Возняцки обыграла  Марион Бартоли со счётом 6-1, 2-6, 6-3.
- Возняцки выигрывает второй титул в году и 14й за карьеру.

### Парный турнир

#### Мужчины
Александр Долгополов /  Ксавье Малисс обыграли  Роджера Федерера /  Станисласа Вавринку со счётом 6-4, 6-7(5), [10-7].
- Долгополов выигрывает свой дебютный парный титул на соревнованиях мирового тура.
- Малисс выигрывает свой 5й парный титул на соревнованиях мирового тура за карьеру. Предыдущий титул был выигран 49 месяцев назад.

#### Женщины
Елена Веснина /  Саня Мирза обыграли  Бетани Маттек-Сандс /  Меган Шонесси со счётом 6-0, 7-5.
- Веснина выигрывает свой 4-й парный титул на соревнованиях ассоциации. Предыдкщая победа была одержана тут же 36 месяцев назад.
- Мирза выигрывает свой 1й парный титул в году и 10й за карьеру на соревнованиях ассоциации.